# Claude Jonquière
Claude Jonquière (nom de plume de Sarah Caroline Moïse) est une poétesse et romancière française née le 4 janvier 1885 à Marseille et morte le 8 octobre 1957 à Montereau-Fault-Yonne. Elle épouse en secondes noces l'écrivain journaliste, Florian-Parmentier et reçoit en 1933 le Prix Heredia de l'Académie française pour ses Sonnets espagnols.

## Biographie
Née à Marseille, le 4 janvier 1885 et fille unique de Gilbert Moïse, limonadier puis débitant de tabac, et de Zélie Olmer, ancienne repasseuse, Sarah Caroline Moïse épouse à Paris, le 7 juillet 1910, Edmond David Aaron Carcassonne, courtier de commerce. Malgré la naissance de leur fille, Marie Rose en 1913 en Argentine, le couple divorce le 18 juin 1924. La même année, elle se remarie avec le célèbre journaliste et écrivain, Florian-Parmentier.
Sous le pseudonyme de Claude Jonquière, elle publie en 1923 son premier recueil de poèmes, Près des oliviers, qui est relativement bien accueilli par la critique. Ainsi, Louis Payen relève qu'elle  « ne manque pas de talent, elle voit juste et ses descriptions de nature ont en général une couleur évocatrice et heureusement choisie » mais nuance en écrivant que « Mme Jonquière, qui a des qualités, ne me semble pas encore tout à fait maîtresse de son instrument poétique ». De son côté, La Lanterne, dans sa chronique littéraire, souligne « sa simplicité si délicate » et prévoit que le livre « intéressera de nombreux lecteurs ». La même année, ce premier livre reçoit le Grand prix de poésie de l'Académie Pro Arte de Marseille.
Deux ans plus tard, elle devient membre de la Société des poètes français .
L'Académie française distingue ses Sonnets espagnols en lui décernant en 1933, le prix Heredia,.
L'après-guerre sera beaucoup plus difficile pour elle et Florian-Parmentier. Si elle arrive à publier en 1940 ses deux derniers recueils de poésies, les éditeurs considèrent que son mari appartient au passé. Elle se désole : « Ce n'est pas de l'indifférence que l'on témoigne aux mémorialistes, voire aux martyrs de l'Occupation : c’est presque de l’hostilité. [...] En dépit du renom de l'auteur de l'Ouragan aucun [éditeur] n’a daigné prendre connaissance du manuscrit tous objectant que “l'attention publique s’est détournée de ces souvenirs déplaisants”. ».

## Œuvre

### Poèmes
- Près des oliviers - Poèmes de Provence, Éditions du Fauconnier, 1923Préface de Florian-Parmentier
- Au souffle du Pampero ou la Vie en Argentine, Éditions du Fauconnier, 1926
- L'écharpe d'Iris, Éditions du Fauconnier, 1936
- Le printemps de la vie, Éditions du Fauconnier, 1940

### Romans
- Une femme dans la Pampa, Éditions du Fauconnier, 1929

### Contes
- Destin, 1929[13]
- Une nuit funèbre, 1935[14],[15]